# Diversidad sexual en Bahamas
Las personas lesbianas, gays, bisexuales y transgénero (LGBT) en Bahamas enfrentan desafíos que no experimentan los residentes no LGBT. Si bien la actividad sexual entre personas del mismo sexo es legal en Bahamas, no existen leyes que aborden la discriminación o el acoso por motivos de orientación sexual o identidad de género, ni reconoce las uniones entre personas del mismo sexo en ninguna forma, ya sea matrimonio o pareja. Los hogares encabezados por parejas del mismo sexo tampoco son elegibles para ninguno de los mismos derechos otorgados a las parejas casadas del sexo opuesto.

## Legalidad de la actividad sexual entre personas del mismo sexo
Las relaciones entre personas del mismo sexo entre adultos que consienten se legalizaron en las Bahamas en 1991. Sin embargo, el código penal todavía exige una edad de consentimiento más alta para los actos homosexuales. La edad legal de consentimiento para participar en actividades sexuales es 16 para parejas heterosexuales y 18 para parejas del mismo sexo.

## Reconocimiento de las relaciones entre personas del mismo sexo
Los matrimonios entre personas del mismo sexo y las uniones civiles no son legales en las Bahamas. Los grupos de derechos LGBT nunca desafiaron las leyes de matrimonio del país, y la "Ley de Matrimonio de Bahamas" establece que un matrimonio está compuesto por un hombre y una mujer.
En julio de 2011, luego de la ratificación de la Ley de Matrimonio Marítimo, el exministro de Estado de Finanzas, Zhivargo Laing, dijo: "Como comunidad en las Bahamas, creemos que el matrimonio debe ser y es entre un hombre y una mujer. Un matrimonio es nulo si tuvo lugar entre personas que eran hombre y hombre o mujer y mujer. Por lo tanto, en este Proyecto de Ley de Matrimonio Marítimo estamos afirmando este hecho de manera claramente positiva: un matrimonio debe tener lugar entre un hombre y una mujer y nosotros quiero que quede meridianamente claro que, eso es así y que está en consonancia con nuestra norma comunitaria".
En 2013, el expresidente del Tribunal Supremo de las Bahamas, Michael L. Barnett, declaró: "No tengo dudas de que es solo cuestión de tiempo que los tribunales de las Bahamas aborden el tema del matrimonio entre personas del mismo sexo. Tampoco tengo dudas de que al decidir el tema, tendremos respeto por las decisiones que emanan no solo de los países de la Commonwealth como Canadá y Australia, sino también de las decisiones de los tribunales de los Estados Unidos de América. Pero nuestras referencias a las opiniones de los jueces de los Estados Unidos no se limitan a referirnos a esas decisiones en nuestros propios juicios".
En 2013, el ex primer ministro Perry Christie dijo que Bahamas no consideraría el matrimonio entre personas del mismo sexo y dijo: "Es algo en lo que no creo".
En 2016, durante la campaña para el referéndum constitucional de Bahamas de 2016, el ex primer ministro Perry Christie reiteró su oposición al matrimonio entre personas del mismo sexo y dijo: "Repito: este referéndum no hará que el matrimonio entre personas del mismo sexo sea legal en las Bahamas. Matrimonio en las Bahamas sólo será legal si es entre un hombre y una mujer, y varón y dama se determinan al nacer".

## Protecciones contra la discriminación
El 17 de junio de 2011, el gobierno de las Bahamas expresó su apoyo a la declaración sobre orientación sexual e identidad de género de las Naciones Unidas. Sin embargo, no se ha tomado ninguna medida gubernamental para garantizar que los ciudadanos LGBT estén incluidos en las cláusulas de no discriminación en las leyes estatutarias.
La discriminación en áreas como el empleo, la educación, la vivienda, la atención médica, la banca y los negocios públicos por motivos de orientación sexual o identidad de género no es ilegal. Asimismo, no existen leyes nacionales sobre delitos de odio para prevenir o sancionar la violencia dirigida hacia las personas de la comunidad LGBT.
En 2001, el gobierno propuso un Proyecto de Ley de Empleo, que incluía una cláusula que prohibía la discriminación en el lugar de trabajo por motivos de orientación sexual. La cláusula se eliminó poco después de que se aprobara el proyecto de ley.

### Protecciones constitucionales
La Constitución de las Bahamas establece varias libertades civiles, pero su prohibición contra la discriminación no incluye la orientación sexual o la identidad de género. Los esfuerzos para incluir la orientación sexual en una Constitución recientemente propuesta han sido bloqueados por miembros de una comisión designada por el gobierno que se opone a la homosexualidad basada en motivaciones religiosas.
El 21 de marzo de 2006, la Comisión de Reforma Constitucional presentó un informe preliminar a un gobierno anterior del Partido Liberal Progresista (PLP). La Comisión indicó que los ciudadanos deben ser tratados en igualdad de condiciones independientemente de su religión, afiliación política, raza, sexo y género. Sin embargo, a pesar de las recomendaciones, no consideró la orientación sexual como un atributo que mereciera protección contra la discriminación.

## Servicio militar
No hay prohibiciones para los ciudadanos LGBT que sirven en la policía o las fuerzas militares de las Bahamas. En mayo de 1998, el ministro de Seguridad Nacional y vice primer ministro Frank Watson declaró que el ejército, el servicio penitenciario y la fuerza policial de las Bahamas no discriminaban por motivos de orientación sexual.

## Condiciones sociales
Muchos bahameños se adhieren a denominaciones cristianas socialmente conservadoras, que generalmente promueven la creencia de que la homosexualidad y el travestismo son signos de decadencia e inmoralidad. Los políticos se han mostrado recelosos de apoyar públicamente la legislación de derechos LGBT.
Si bien no hay bares o clubes exclusivamente gay en las Bahamas, hay una escena gay clandestina en Nasáu, así como muchos resorts, cafés y bares gay friendly en varias partes del país.
Bahamas tiene una economía basada en el turismo y el gobierno apunta a una variedad de mercados, pero no al creciente mercado turístico LGBT. Los grupos pequeños e individuales de turistas homosexuales generalmente no enfrentan problemas, pero los grupos de visitantes LGBT han sido objeto de protestas en varias ocasiones. Sin embargo, Rainbow Alliance of The Bahamas realizó una contraprotesta durante las manifestaciones de 2004, dando la bienvenida a los visitantes LGBT.
Hoy en día, se observa que las Bahamas se están volviendo cada vez más amigables con los homosexuales. Sin embargo, los lugareños advierten que la homofobia sigue siendo un problema social importante y recomiendan que los turistas ejerzan discreción.
En diciembre de 2018, el gobierno canadiense emitió nuevos consejos de viaje advirtiendo a las parejas homosexuales sobre el riesgo de homofobia en las Bahamas. La activista LGBT bahameña Erin Greene le dijo al periódico Bahamas Tribune: "Creo que es un consejo sensato y razonable para los canadienses LGBTQ". Alexus D'Marco le dijo al periódico: "Debemos reconocer que las personas LGBT existen en las Bahamas y que han sido estigmatizadas y discriminadas". Sin embargo, en febrero de 2019, se informó que más de la mitad de los 5400 hombres a bordo del "Allure Caribbean Cruise, exclusivamente gay, que desembarcó" en Nasáu y muchos de ellos dijeron que se sentían "seguros" y "cómodos" que, según el activista Alexus D'Marco, es un buen indicador de que la capital es vista como "segura" para la comunidad LGBT.
Incluso ha habido varias situaciones de discriminación de alto perfil dirigidas a ciudadanos LGBT, así como a turistas en las Bahamas:
- En julio de 2004, grupos religiosos protestaron por la llegada del crucero R Family Vacations de Rosie O'Donnell.[22]
- En septiembre de 2005, a una reina de belleza de 18 años le quitaron la corona después de confirmar los rumores de que era lesbiana.[23]
- En marzo de 2006, la Junta de Control de Obras y Películas de Bahamas prohibió la película estadounidense de temática gay Brokeback Mountain.[24][25]
- En septiembre de 2007, el Consejo Cristiano de Bahamas formó un comité anti-gay para luchar contra un grupo gay después de que le pidiera a la compañía de cable local que ofreciera Logo, un canal que atiende a la comunidad LGBT.[26]
- El 6 de octubre de 2007, la policía allanó una fiesta gay en el centro de Nasáu pero no pudo arrestar a nadie, ya que no se cometió ningún delito. Los invitados a la fiesta exigieron una disculpa de la policía local.[27][28] El Ministerio de Turismo de Bahamas emitió una disculpa a la compañía de cruceros.[29] Este incidente refleja una protesta pública contra un crucero lésbico que atracó en Nasáu el 14 de abril de 1998.[30]
- En un caso de 2009, un jurado absolvió a un hombre acusado de asesinar a un hombre homosexual seropositivo. El hombre usó la llamada "defensa de pánico gay", alegando que el hombre gay intentó violarlo. Sin embargo, la fiscalía lo negó y dijo que el hombre gay, que era dueño de una tienda e hijo de un político, fue asaltado antes de ser asesinado. La fiscalía también cuestionó por qué el hombre fue al apartamento del hombre gay alrededor de las 11 de la noche, alegando que fue con la intención de cometer un robo. Pero el abogado defensor dijo que su cliente estaba "protegiendo su hombría" y que el asesinato del hombre gay estaba justificado. La historia desató la indignación internacional.[31]
- El 10 de junio de 2010, en un caso similar de defensa por "pánico gay", un asesino convicto recibió una sentencia muy indulgente por la muerte a tiros de un hombre gay. El convicto afirmó que el hombre gay había hecho un "avance homosexual" hacia él. Joan Sawyer, presidenta del Tribunal de Apelaciones, fue citada diciendo: "Uno tiene derecho a usar cualquier fuerza que sea necesaria para evitar que uno mismo sea víctima de un acto homosexual".[32]
- El 24 de junio de 2011, la Junta de Control de Obras y Películas de las Bahamas intentó bloquear la exhibición de la película de temática gay Children of God, producida en las Bahamas, en la plaza pública del centro de Nasáu. Sin embargo, en esta ocasión, el gobierno anuló la decisión de la junta y permitió que se exhibiera la película.[33][34]

### Violencia contra personas LGBT
Ha habido numerosos casos relacionados con el asesinato de un hombre homosexual, y ninguno de ellos ha sido resuelto. Los nombres de algunas víctimas, sus profesiones y fechas de muerte son los siguientes:
- Kevin Williams, policía, 15 de mayo de 2001[36]
- Thaddeus McDonald, profesor, 16 de noviembre de 2007[37][38]
- Harl Taylor, diseñador, 18 de noviembre de 2007[39]
- Wellington Adderley, activista, 26 de mayo de 2008[40]
- Marvin Wilson, camarero, 3 de junio de 2008[41]
- Paul Whylly, bailarín, 19 de octubre de 2008[38]
- Shavado Simmons, fotógrafo, 17 de julio de 2011[42]
- Elkin Moss, camarero, 20 de julio de 2013[43]
- Devince Smith, banquero, 25 de diciembre de 2015[44]

Acusado en 2007 por el asesinato del diseñador de bolsos Harl Taylor, Troyniko McNeil fue declarado inocente.
Un hombre estadounidense que presuntamente fue atacado por un grupo de personas durante un concierto en el Carnaval Junkanoo de Bahamas la madrugada del sábado 6 de mayo de 2017 alega que fue "atacado y golpeado" porque es gay.

## Movimiento por los derechos LGBT
Debido a la falta de confianza en el sistema judicial, las desigualdades legales y la homofobia en las Bahamas, muchas personas LGBT mantienen en privado su orientación sexual o identidad de género. Si bien se ha permitido que existan organizaciones de derechos LGBT, a menudo se presiona a los grupos LGBT para que mantengan ocultos sus eventos sociales. El antiguo grupo de derechos LGBT, Rainbow Alliance of The Bahamas, lanzó una campaña pública contra la discriminación y participó en programas de entrevistas sobre el tema. Hoy, Bahamas LGBT Equality Advocates y la Fundación DMARCO se pronuncian contra la homofobia a través de las redes sociales.
Llegó un nuevo aire de defensa para la comunidad LGBT de las Bahamas cuando las mujeres transgénero comenzaron a tomar la iniciativa en temas LGBT. Bahamas Transgender Intersex United (BTIU) lanzó su campaña de igualdad de varios niveles, "Bahamian Trans Lives Matter" el 26 de abril de 2016, que busca garantizar la igualdad de derechos para los bahameños transgénero. La presidenta de BTIU y fundadora de la Fundación DMARCO, Alexus D'Marco, dio un paso al frente y participó en la conversación nacional en una conferencia de prensa celebrada en Nasáu, donde otras mujeres se unieron a ella para crear conciencia sobre los problemas que las personas transgénero a menudo enfrentan. Estas mujeres generaron polémica cuando estaba a punto de realizarse un referéndum sobre igualdad en el país.
El primer ministro declaró: "Quiero ser claro: estos proyectos de ley no proponen un cambio radical. En cambio, se trata de asegurarse de que la ley suprema del país refleje nuestros valores y nuestro compromiso con la justicia". El proyecto de ley no legalizó el matrimonio entre personas del mismo sexo en las Bahamas ni fue inclusivo para la comunidad transgénero o intersexual. Este movimiento provocó la indignación de un miembro del gobierno, Leslie Miller, quien llamó públicamente al "Exilio de las personas transgénero fuera de las Bahamas". Miller había denunciado enérgicamente la creciente comunidad transgénero en este país, al tiempo que instó a las personas a contribuir financieramente para que esta secta de la sociedad fuera exiliada a su propia isla privada para asegurarse de que "se mantengan fuera del camino". Se comprometió a darle al grupo sus primeros $1000 para esta reubicación.
En 2019, se formó la "Organización de Asuntos LGBTI de Bahamas" (Bahamas Organisation of LGBTI Affairs). Su objetivo es formalizar un medio de sensibilización y educación pública sobre temas LGBTI.

## Opinión pública
En 2013, el ministro de Relaciones Exteriores, Fred Mitchell, dijo que los bahameños deberían aceptar a un político homosexual o lesbiano. Sin embargo, una encuesta reveló que la población no comparte sus puntos de vista, ya que solo el 12% muestra sentimientos positivos hacia una persona gay o lesbiana que se postula para un cargo. Más del 84% de todos los encuestados dijeron que desaprobaban fuertemente la idea de un político gay o lesbiana.
En 2015, una encuesta publicada en The Nassau Guardian informó que el 85,5% de los encuestados desaprueba firmemente el matrimonio entre personas del mismo sexo, y solo el 10,6% lo aprueba.